# تومي بانكس (طاهي)
تومي بانكس (بالإنجليزية: Tommy Banks)‏ هو طاهي بريطاني، ولد في 1989 في Oldstead ‏ في المملكة المتحدة.